# Мадрасская обсерватория
Мадрасская обсерватория — астрономическая обсерватория, основанная в 1786 году в Ченнай (Индия).

## Руководители обсерватории
- 1786—1796 — en:Michael Topping — основатель образовательного учреждения при котором была создана обсерватория
- 1786—1810 — en:William Petrie — основатель частной обсерватории, будущей Мадрасской обсерватории
- 1857—1876 (?) — en:James Francis Tennant
- 1861—1891 — Погсон, Норман Роберт

## История обсерватории
Обсерватория была основана британской Ост-Индской компанией в поселении Ченнай, которое затем было переименовано в Мадрас. Основателем технической школы на базе которой и была создана обсерватория был en:Michael Topping. Более полувека это была единственная астрономическая обсерватория в Индии. В 1899 году обсерватория была переведена в статус метеорологической станции. Преемницей Мадрасской обсерватории стала Обсерватория Ваину Баппу.
В 1855 году W. S. Jacob сообщил об обнаружении возможной экзопланеты около 70 Змееносца в Мадрасской обсерватории — это был первое научное сообщение о внесолнечной планете. В дальнейшем было доказано, что это были ошибочные наблюдения. До открытия первый внесолнечной системы планет оставалось 137 лет (PSR 1257+12).

## Инструменты обсерватории
- Хронометр Арнольда
- Астрономический квадрант
- Dollond’s ахроматический телескоп
- 12-дюймовый универсальный инструмент
- 20-дюймовый меридианный круг (с помощью него открывали астероиды и переменные звезды)
- 8-ми дюймовой апертуры телескоп Кука (с помощью него открывали астероиды и переменные звезды)

## Направления исследований
- Поиск астероидов
- Долготные (координатные) измерения
- Затмения спутников Юпитера
- Переменные звезды
- Астрометрические наблюдения

## Основные достижения
- Открытие астероидов: (67) Асия, (80) Сапфо, (87) Сильвия, (107) Камилла, (245) Вера
- Открыл en:R Reticuli C. Ragoonatha Chary
- Ещё открытые переменные: Y Virginis, en:U Scorpii, T Sagittari, Z Virginis, X Capricorni
- Обнаружение кометы en:X/1872 X1
- Создание Мадрасского каталога из 11 000 звёзд (Погсон, Норман Роберт)
- Наблюдение полного солнечного затмения 18 августа 1868 года — одни из первых спектральных наблюдений
- Наблюдение солнечных затмений 1871 и 1872 годов
- Наблюдение прохождения Венеры по диску Солнца в декабре 1874 года

## Известные сотрудники
- Chintamanny Ragoonatha Chary (1840—1880)
- en:John Goldingham (1796—1805) и (1812—1830)
- Thomas Glanville Taylor (1830—1848)
- W. S. Jacob (около 1855 года)